# VV Altena
VV Altena is een amateurvoetbalvereniging uit Nieuwendijk, gemeente Altena, provincie Noord-Brabant, Nederland.

## Geschiedenis
De club werd door een vriendengroep opgericht op 17 juli 1945 als NSV Altena. Het was de eerste officiële voetbalclub in Nieuwendijk; Blauw Wit, dat in de jaren 30 speelde, was nooit officieel ingeschreven. Een voor 250 gulden gekocht weiland werd verbouwd tot speelveld. Tegelijk werd ook een korfbalclub opgericht, maar die splitste zichzelf al snel af.
N.S.V. Altena promoveerde in 1956 van de afdeling Dordrecht naar de K.N.V.B., maar omdat de afmetingen van het veld niet voldeden aan de minimale eisen moest er voor de wedstrijden van het eerste elftal een seizoen lang worden uitgeweken naar het veld van Be Ready in Hank. Uiteindelijk werd N.S.V. Altena in 1958 Koninklijk goedgekeurd. Later in de jaren 70 werd de naam N.S.V. Altena aangepast naar V.V. Altena.
De jaren 70 betekende, naast de oprichting van de damestak in 1970, de opmars van de vierde naar de eerste klasse. Altena bleef lang jojoën tussen de eerste en de tweede klasse. Het verblijf in de hoofdklasse van 1989 tot 1992 was een record. In het seizoen 2003-2004 degradeerde Altena naar de tweede klasse, gevolgd door degradatie naar de derde klasse in het seizoen 2006-2007. In het seizoen 2007-2008 werd weer promotie naar de tweede klasse bereikt en via de nacompetitie promoveerde de club in het seizoen 2011/2012 naar de eerste klasse. In de twee volgende seizoenen degradeerde de club weer waardoor de club in het seizoen 2014-2015 in de derde klasse zaterdag terechtkwam. 

In het seizoen 2014-2015 werd de club wederom kampioen waardoor ze in het seizoen 2015-2016 uitkwamen in de tweede klasse F. Na wederom een degradatie in het seizoen 2016-2017 speelde Altena in het seizoen 2017-2018 in de derde klasse D. Wederom promoveerde de club door in de finale van nacompetitie SV Capelle te verslaan waarna het in de seizoenen 2018-2019, 2019-2020, 2021-22 en 2022-2023 weer uitkwam in de 2e klasse. Saillant detail: in het seizoen 2019-2020 eindigde de club als 1e in de competitie echter, deze werd door het corona virus niet compleet uitgespeeld. In het seizoen 2022-2023 degradeerde de club wederom waardoor het in seizoen 2023-2024 uitkomt in de 3e klasse D.

## Accommodatie
De thuiswedstrijden worden op het "Sportcomplex Altena" gespeeld. Het hoofdveld heeft een overdekte tribune met een capaciteit van 350 plaatsen.

## Standaardelftal
Het standaardelftal speelt in het seizoen 2023/24 in de Derde klasse zaterdag van het KNVB-district Zuid-I.

### Competitieresultaten 1958–2023
| 7 4D |

| 8 4D |

| 6 4D |

| 10 4D |

|  |

|  |

|  |

|  |

| 5 4A |

| 6 4A |

| 8 4A |

| 2 4A |

| 2 4A |

| 3 4A |

| 1 4A |

| 2 3A |

| 5 3A |

| 3 3B |

| 2 3B |

| 1 3A |

| 7 2A |

| 1 2A |

| 13 1A |

| 6 2A |

| 7 2A |

| 2 2A |

| 13 1A |

| 7 2A |

| 1 2A |

| 14 1B |

| 3 2A |

| 3 2A |

| 1 2A |

| 10 1B |

| 14 1B |

| 6 2A |

| 7 2A |

| 5 2A |

| 6 2A |

| 2 1C |

| 10 1C |

| 3 1C |

| 9 1C |

| 7 1C |

| 8 1C |

| 6 1C |

| 11 1C |

| 6 2F |

| 7 2F |

| 11 2F |

| 1 3D |

| 9 2F |

| 11 2F |

| 5 2F |

| 3 2F |

| 12 1C |

| 13 2F |

| 1 3C |

| 3 2F |

| 13 2F |

| 3 3D |

| 7 2F |

| 1 2F |

| 5 2F |

| 14 2H |

| - 3D |

| Eerste klasse | Tweede klasse | Derde klasse | Vierde klasse |

In elke staaf van de grafiek staat van boven naar beneden vermeld: 
- Eindnotering

Dit is de positie die de club heeft bereikt in de competitie, zonder eventuele beslissings-, play-off- of nacompetitiewedstrijden die nodig zijn geweest om bijvoorbeeld de kampioen van de competitie te bepalen.
Indien een * achter het getal staat is de notering een tussenstand en kan het zijn dat de notering niet overeenkomt met de uiteindelijke eindstand van de competitie.
Staat er een - dan is het seizoen nog bezig en is er geen definitieve uitslag bekend.
Staat er xx op de positie van de notering, dan heeft de club vroegtijdig de competitie verlaten. Dit kan onder andere komen door terugtrekking van het team, faillissement van de club of door een uitgedeelde straf van de KNVB. In veel gevallen staat elders in het artikel de reden vermeld.
Staat er een ? dan is het resultaat uit het verleden onbekend, en is alleen de competitie of het niveau bekend van dat seizoen.
In de seizoenen 2019/20 en 2020/21 werd wegens de coronacrisis het amateurvoetbal afgebroken. Daardoor kennen deze staven geen eindklassering (middels -- weergegeven).
- Competitieniveau en afdelingsletter of Officiële eindstand Eredivisie
  - Competitieniveau en afdelingsletter

Hierbij geeft het getal het niveau weer, dat ook terug te vinden is in de legenda. De letter is de afdelingsaanduiding en wordt gebruikt wanneer er meer afdelingen zijn op hetzelfde niveau. De afdelingsletter is altijd een hoofdletter en wordt meestal zonder nummer gebruikt.
Voorbeeld: 2F is niveau 2e klasse competitie F.
Het competitieniveau en nummer wordt niet vermeld wanneer er slechts één competitie van dit niveau was.
  - Officiële eindstand Eredivisie (getal staat tussen haakjes vermeld)

Sinds de introductie van play-offwedstrijden voor Europees voetbal na afloop van de reguliere competitie in 2005/06, is de KNVB verplicht een eindstand van de Eredivisie door te geven aan de UEFA aan de hand van deze play-offwedstrijden.
Bij deze eindstand staan clubs die zich hebben gekwalificeerd voor Europees voetbal hoger dan clubs die zich niet wisten te kwalificeren. Indien er geen verschil was tussen de eindnotering en de officiële eindstand, staat dit getal niet vermeld.

- Onderafdeling

Hier staat afgekort de naam van de onderafdeling indien de club in dat jaar in een onderafdeling uitkwam. Tevens staat deze afkorting in de legenda en wordt gelinkt naar het artikel over deze onderafdeling. Deze afkorting wordt alleen vermeld wanneer de club in het verleden in verschillende onderafdelingen heeft gespeeld. Deze vermelding is in de staaf altijd in kleine letters. Deze onderafdelingen zijn na het seizoen 1995/96 afgeschaft. Heeft de club in slechts één onderafdeling gespeeld, dan is dit alleen terug te vinden in de legenda.
Onder de staaf staat het jaartal vermeld waarin het seizoen is afgesloten. 15 verwijst naar het seizoen 2014/15 of eventueel het seizoen 1914/15.
Wanneer een staaf leeg is, zijn deze gegevens niet bekend. Het kan ook zijn dat de club dat seizoen niet heeft meegespeeld op het hogere amateurniveau, vroegtijdig de competitie heeft verlaten of uit de competitie is gezet.

In het seizoen 1944/45 was er wegens de Tweede Wereldoorlog geen regulier competitievoetbal.